# Kościół św. Katarzyny w Sąspowie
Kościół św. Katarzyny w Sąspowie – zabytkowy, rzymskokatolicki kościół parafialny, znajdujący się w Sąspowie, w gminie Jerzmanowice-Przeginia, w powiecie krakowskim.
Barokowy, murowany, jednonawowy kościół wybudowany został na skale wapiennej na stoku doliny w 1760 roku, w miejscu wcześniejszego drewnianego, wzmiankowanego w 1314 roku. Fundatorem był ks. Andrzej Gogulski. 
W połowie XVI w. Stanisław Szafraniec zamienił go na zbór kalwiński.
Konsekrowany w 1780 przez biskupa Andrzeja Gawrońskiego. Kościół jednonawowy ma kształt przedłużonego ośmiokąta. Od południa znajduje się mała kruchta. Wewnątrz niej znajdują się oryginalne drzwi i drewniany portal, a od północy zakrystia z oddzielnym wejściem. Posadzka jest murowana, układana w szachownicę. Pod chórem wejście do podziemi, obecnie zamurowane. We wnętrzu kościoła znajduje się barokowy obraz Matki Boskiej Śnieżnej z XVIII wieku.
Kościół, wraz z wolno stojącą drewnianą dzwonnicą oraz ogrodzeniem, został wpisany do rejestru zabytków nieruchomych województwa małopolskiego.